# Chris Jones (baloncestista de 1993)
Christopher James Jones Jr. (10 de abril de 1993, Garland, Texas), más conocido como Chris Jones es un jugador profesional armenio de origen estadounidense de baloncesto que mide 1,88 metros. Actualmente juega en la posición de base para el Hapoel Tel Aviv B.C. de la Ligat ha'Al de Israel.

## Profesional
Es un base con formación universitaria norteamericana en la Universidad del Norte de Texas en la que ingresó en 2011 para jugar durante tres temporadas con los North Texas Mean Green. En su último año universitario ingresa en Angelo State Rams para disputar la temporada 2014-15.
Tras no ser elegido en el draft de la NBA de 2015, se trasladaría a Mongolia, para jugar en el Tuv Ajmag durante la temporada 2015-16.
En la temporada 2016-17 llega a Europa para jugar en las filas del Starwings Basket Regio Basel de la Swiss Basketball League, en la que promedia 19,75 puntos en 28 partidos disputados. 
Gracias a su buena temporada en Suiza, durante la temporada 2017-18 firma en Bélgica en las filas del Belfius Mons-Hainaut por dos temporadas. En su primera temporada en Bélgica promedia la cifra de 13,87 puntos en 38 encuentros disputados de la Pro Basketball League y también disputaría 12 partidos de Eurocup en los que anotó 14,25 puntos de media por encuentro.
Durante la temporada 2018-19, promedia la cifra de 14,36 puntos en 36 encuentros disputados de la Pro Basketball League y 6 partidos de Eurocup en los promedió 17,67 puntos.
Durante la temporada 2019-20, juega en las filas del Frutti Extra Bursaspor de la Basketbol Süper Ligi, en el que promedia 15,35 puntos y 6.8 asistencias de media en 23 encuentros.
El 16 de agosto de 2020, llega a Israel para firmar por el Maccabi Tel Aviv Basketball Club de la Ligat Winner por una temporada con opción a otra, abonando su cláusula de salida tras la oferta de un equipo de Euroliga.
El 19 de julio de 2021, se convierte en jugador del ASVEL Lyon-Villeurbanne de la Ligue Nationale de Basket-ball por una temporada con opción a otra.
El 27 de junio de 2022, se hace oficial su fichaje por el Valencia Basket de la Liga Endesa y tras una buena temporada individualmente, el 23 de marzo decide renovar hasta 2026

## Selección nacional
Chris es jugador de la selección de baloncesto de Armenia. En 2022 fue parte del equipo que conquistó el Campeonato Europeo de Baloncesto de los Países Pequeños.